# Likound
Likound est un village de la Région du Littoral du Cameroun, situé dans la commune de Ndom. 

## Population et développement
En 1967, la population de Likound était de 157 habitants. La population de Likound était de 337 habitants dont 188 hommes et 189 femmes, lors du recensement de 2005.  